# 8614 Svedhem
8614 Svedhem eller 1978 VP11 är en asteroid i huvudbältet som upptäcktes den 7 november 1978 av de båda amerikanska astronomerna Eleanor F. Helin och Schelte J. Bus vid Siding Spring-observatoriet. Den är uppkallad efter Håkan Svedhem.
Asteroiden har en diameter på ungefär 13 kilometer och den tillhör asteroidgruppen Themis.